# Virginia Greville
Virginia Greville es una política y diplomática australiana. Ha sido embajadora de su país en varios países, así como directora general de Comercio e Inversiones de Queensland.

## Educación
Greville es licenciada en filosofía y letras por la Universidad de Queensland y tiene un diplomado en derecho público de la Universidad Nacional de Australia.

## Carrera
Entre 2009 y 2012, sirvió como embajadora de Australia en Chile, Perú, Bolivia, Colombia, Ecuador y Venezuela. Entre el 1 de mayo y 2015 y el 25 de mayo de 2018 fue embajadora de su país en España, Andorra y Guinea Ecuatorial. También de desempeñó como directora general de Comercio e Inversión de Queensland.